# Hubertus von Stackelberg
Hubertus von Stackelberg (* 1953 in Ludwigsburg) ist ein deutscher Musiker und ehemaliger Basketballnationalspieler.
Hubertus von Stackelberg begann seine sportliche Karriere zunächst als Handballer und wurde nach dem Wechsel zum Basketball als 17-Jähriger Junioren-Nationalspieler. Er spielte bei der SpVgg 07 Ludwigsburg in der 1. Mannschaft, mit der er 1980 in die Basketball-Bundesliga aufstieg. In dieser Zeit wurde er mehrfach in die deutsche Nationalmannschaft berufen. Nach seiner aktiven Karriere war er bis 2005 Vorsitzender der BSG Basket Ludwigsburg.
Neben Pädagogik, Deutsch und Sport studierte Hubertus von Stackelberg Trompete im Fach Orchestermusik an der Musikhochschule Stuttgart. Als Trompeter wirkte er unter anderem am Theater Heilbronn, am Stadttheater Pforzheim, beim Bach-Collegium Stuttgart, beim Collegium Instrumentale Stuttgart und im Orchester der Wiblinger Bachtage in Ulm.
Hubertus von Stackelberg lehrte bis Januar 2019 als Professor für Ästhetik, Kultur und Musik an der Evangelischen Hochschule Ludwigsburg und arbeitet zudem als freiberuflicher Kammermusiker. Zusammen mit Klaus-Ulrich Dann und Matthias Jauß gründete er 1985 das Ludwigsburger Blechbläserquintett (LBQ) und veröffentlichte einige CDs.
Nach den Kommunalwahlen vom 7. Juli 2009 zog er als Mitglied der SPD in den Ludwigsburger Gemeinderat ein und ist hier im Ausschuss für Bildung, Sport und Soziales. Im Gemeinderat ist stellvertretender SPD-Fraktionsvorsitzender.